# Coronacrisis in India
De coronacrisis in India begon op 30 januari 2020 toen de autoriteiten de eerste besmetting in India rapporteerden.

## Vastgestelde besmettingen

### Tijdlijn

#### 2020

Aantal besmettingen (blauw) en doden (rood) door COVID-19 (logaritmische schaal). De stippellijnen geven de dagelijkse verschil aan.

Op 30 januari bevestigden de Indiase autoriteiten dat het coronavirus voor het eerst was vastgesteld bij een student aan de 'Universiteit van Wuhan' die terugkeerde naar de Indiase staat Kerala.
Op 24 maart waren van de 1,3 miljard inwoners 519 besmet met het coronavirus, er waren toen 10 doden ten gevolge van het coronavirus. Er werd gevreesd dat het werkelijke aantal veel hoger lag.
In oktober 2020 dook er een nieuwe coronavariant op in India, B.1.617. Deze Indiase variant verspreidde zich ook naar Nederland.
Sinds eind oktober 2020 ligt het aantal besmettingen, en het aantal doden, vele malen lager. Voor het eerst sinds de uitbraak van SARS-CoV-2 in India is er een daling in de cijfers te zien. 
Door het loslaten van bepaalde maatregelen, door de dalende temperatuur en door de vervuiling in de lucht lijkt het aantal besmettingen begin november weer toe te nemen.

#### 2021
India begon met vaccineren op 16 januari 2021. Het land heeft het Oxford-AstraZeneca-vaccin, het Indiase BBV152-vaccin (Covaxin) en het Russische Spoetnik V-vaccin voor noodgebruik goedgekeurd.
Vanaf april 2021 had India het op één-na-hoogste aantal bevestigde besmettingsgevallen ter wereld (na de Verenigde Staten) met meer dan 17 miljoen gemelde gevallen van een COVID-19-infectie. Op 26 april 2021 stond het aantal sterfgevallen op 195.123. Als gevolg van dit aantal raken ziekenhuizen overvol en is er een tekort aan zuurstof. De VS, het Verenigd Koninkrijk en de Europese Unie zegden hulp aan India toe, bijvoorbeeld in de vorm van het toesturen van zuurstofmachines. Onder andere Duitsland, het VK en Nederland stelden in april 2021 een inreisverbod voor India in.

## Maatregelen

### Preventief
De regering van India gaf een negatief reisadvies af, met name voor reizen naar Wuhan waar zo'n 500 Indiërs geneeskunde studeren. Reizigers die vanuit China arriveerden werden op zeven internationale luchthavens onderworpen aan een screening, waarbij hun temperatuur werd vastgesteld.

### Lockdown
Op 24 maart 2020 kondigde de Indiase premier Narendra Modi aan dat het land drie weken in lockdown zou gaan. Alle 1,3 miljard Indiërs moesten binnenblijven om de verspreiding van het coronavirus tegen te gaan, behalve bijvoorbeeld voor noodzakelijke boodschappen. Dit betreft een zesde van de wereldbevolking. De maatregel werd vervolgens verlengd tot 3 mei.
Tijdens de lockdown rezen problemen met doorgaans massaal bezochte religieuze plechtigheden, onder meer het hindoeïstische festival Rath Yatra in de deelstaat Odisha. Er was veel kritiek op de regering dat zij dit festival liet doorgaan tijdens de pandemie.